# Blacus obscuripes
Blacus obscuripes är en stekelart som beskrevs av Van Achterberg 1988. Blacus obscuripes ingår i släktet Blacus och familjen bracksteklar. Inga underarter finns listade.